# Хайнрих III фон Баден-Хахберг
Хайнрих III фон Баден-Хахберг (на немски: Heinrich III von Baden-Hachberg; † 1330) е от ок. 1290 до 1330 г. маркграф на Баден-Хахберг и господар на Кенцинген.

## Произход и управление
Той е син на маркграф Хайнрих II фон Баден-Хахберг (1231 – 1297/1298) и Анна фон Юзинген-Кетцинген († сл. 1286), дъщеря на Рудолф II фон Кенцинген († 1259) и Кунигунда фон Катценелнбоген († 1253), дъщеря на граф Бертхолд II фон Катценелнбоген († сл. 1211) и Аликс де Момпелгард († сл. 1244).
След смъртта на баща му той управлява Баден-Хахберг първо заедно с брат му Рудолф I. През 1306 г. братята разделят територията. Хайнрих като Хайнрих III ръководи главната линия Баден-Хахберг с резиденция замък Хахберг (Хохбург) близо до Емендинген. Рудолф I основава на замък Заузенбург маркграфството Хахберг-Заузенберг.

## Фамилия
Хайнрих III се жени пр. 12 февруари 1307 г. за Агнес фон Хоенберг († 14 април 1310), дъщеря на Улрих фон Хоенберг († пр. 1281), и има с нея три деца:
- Хайнрих († 1369), маркграф на Баден-Хахберг
- Рудолф († 1343), комтур на Йоанитския орден
- Херман († 1356), майстор на ордена на немските йоанити